# كريستوف كوخ
كريستوف كوخ (بالإنجليزية: Christof Koch)‏ ( من مواليد 13 نوفمبر 1956) هو عالم أعصاب ألماني أمريكي اشتهر بعلمه على اسس الوعي العصبية، وهو رئيس وكبير العلماء بمعهد ألين لعلوم الدماغ في سياتل، حيث بدأ فيها عام 1986 واستمر لعام 2013، وقد كان استاذا في معهد كاليفورنيا للتكنولوجيا.

## النشأة والتعليم
ولد كوخ في الغرب الأوسط للولايات المتحدة، ونشأ بعد ذلك في هولندا وألمانيا وكندا والمغرب، وهو ابن أب وأم ألمانيين، كان والده دبلوماسيا، وكذلك أخوه الأكبر مايكل. نشأ وترعرع ككاثوليكي روماني  التحق بمدرسة ثانوية يسوعية في المغرب، وحصل على درجة الدكتوراه في معالجة المعلومات غير الخطية من معهد ماكس بلانك في توبنجن في ألمانيا عام 1982. عمل لمدة أربع سنوات في مختبر الذكاء الاصطناعي في معهد ماساتشوستس للتكنولوجيا قبل انضمامه في عام 1986 إلى برنامج الدكتوراه في النظم الحديثة للحوسبة والنظم العصبية في معهد كاليفورنيا للتكنولوجيا.

## سيرته والمهنة
في عام 1986، اقترح كوخ وشمعون أولمان فكرة وجود خريطة للكفاءة المرئية (الملائمة البصرية) في النظام البصري الرئيسى. وفي وقت لاحق، طور كوخ وطالب الدكتوراه  لوران إيتي في ذلك الوقت مجموعة شعبية من خوارزميات الملاءمة البصرية.
على مدار أكثر من عقدين من الزمن، أجرى كوخ وطلابه عمليات محاكاة بيوفيزيائية مفصلة للخصائص الكهربائية للأنسجة العصبية، بداً من محاكاة تفاصيل حركة الانتشار المحتمل على طول المحاور والتشعبات إلى توليف إمكانات المجال المحلي من النشاط الكهربائي لمجموعات كبيرة من الخلايا العصبية المثيرة.
منذ أوائل التسعينيات من القرن الماضي، ناقش كوخ بأن تحديد الأساس الميكانيكي للوعي يمثل مشكلة يمكن تتبعها علميًا، وكان له تأثير في القول إن الوعي يمكن الحصول عليه باستخدام الأدوات الحديثة لعلم الأعصاب ابتكر هو وطالبته ناو تسوتشيا قمع الفلاش المستمر،  وهو أسلوبًا تقنيًا نفسيًا فعالًا لتقديم الصور غير المرئية لعدة ثوان. لقد استخدموا هذه التقنية ليثبتوا بأن الانتباه والوعي الانتقائي ظاهرتان متميزتان، لهما وظائف وآليات بيولوجية متميزة.
كان مساعد كوخ الأساسي في السعي إلى تحديد الارتباطات العصبية للوعي هو عالم الأحياء الجزيئي الذي أصبح عالم الأعصاب فرانسيس كريك، حيث ساعده بدءًا من البحث الأول في عام 1990  وحتى اّخرهم في 24 يوليو 2004 حول العلاقة بين العائق وهو هيكل تشريحي غامض يقع تحت القشرة الانعزالية والوعي.
على مدار العقد الماضي، عمل كوخ بعناية مع الطبيب النفسي وعالم الأعصاب جوليو تونوني، ويدافع كوخ عن البديل الحديث للبنفسيكة، وهو الاعتقاد الفلسفي القديم بأنه يمكن العثور على شكل من أشكال الوعي في كل شيء (أي أن لكل شيء في الحياة وعي).تختلف نظرية معلومات تونوني المتكاملة (IIT) للوعي عن العمق الكلاسيكي، لأنه ينسب فقط الوعي إلى الأشياء بدرجة معينة من قوة التأثير، والتي لا تشمل مجموعة من الخلايا العصبية المنفصلة في الطبق،  ومن خلال توفير إطار تحليلي ويمكن الوصول إليه تجريبياً لفهم التجربة وأصولها الميكانيكية،  يدعي هو وتونوني أن (IIT) قادر على حل المشكلة في تصور "كيف يمكن أن يتكون العقل من مجموعة من العقول "الأصغر"، والمعروفة باسم مشكلة الجمع. وتعاونه مع تونوني هي المقدمة الحالية الأكثر سهولة للوصول إلى (IIT).
وقد كتب كوخ عمودا شعبيا بعنوان الوعي المسترجع للعقل العلمي الأمريكي في الموضوعات العلمية والشعبية المتعلقة بالوعي.
شارك كوخ في تأسيس الدورة الصيفية لدراسة أساليب في علم الأعصاب الحاسوبية  في المختبر البيولوجي البحري في وودز هول عام 1988 وفي تاسيس المدرسة الصيفية للهندسة العصبية  في تلورايد كولورادو في عام 1994، والدورة الصيفية الديناميكية للمخ  في مختبرات فرايداي هاربور في جزيرة سان خوان في عام 2014. إن جميع المدارس الصيفية الثلاث لا تزال تدرس حتى الآن.
في أوائل عام 2011،  أصبح كوخ كبير العلماء ورئيس معهد ألين لعلوم الدماغ، حيث قاد مشروعهم لمدة عشر سنوات فيما يتعلق بترميز قشري كبير الإنتاجية. تتمثل المهمة في فهم الحسابات التي تؤدي من الفوتونات إلى السلوك من خلال مراقبة ونمذجة التحولات الفيزيائية للإشارات في المخ المرئي للفئران التي تتصرف. يسعى المشروع إلى فهرسة جميع الكتل البرمجية الإنشائية (حوالي 100 نوع من الخلايا المتميزة) للمناطق القشرية المرئية آنذاك والهياكل المرتبطة بها (المهاد والكوليك) وديناميكياتها.
يسعى العلماء لمعرفة ما يراه الحيوان، وكيف يفكر، وكيف يقرر، إنهم يسعون إلى تحديد ومعرفة العقل المسيطر عليهم. يوظف معهد ألين لعلوم الدماغ حاليًا حوالي 300 من العلماء والمهندسين والتقنيين وموظفي الدعم. تم تمويل السنوات الثماني الأولى من هذا المسعى الذي استمر عشر سنوات لبناء مراصد للمخ من خلال تبرع بأكثر من 500 مليون دولار  من قِبل مؤسس شركة مايكروسوفت والخبير الإنساني بول جي ألين.
إن كوخ هو مؤيد لفكرة الوعي الناشئة من الشبكات العصبية المعقدة. في عام 2014، نشر أعمال لمناقشة قصيرة جادل فيها بأن الوعي هو خاصية أساسية للأشياء المعقدة، حيث قدم مفهوم أن الوعي هو خاصية أساسية للكيانات المرتبطة بالشبكة، وبالتالي لا يمكن استخلاصها من أي شيء آخر، لأنها  مادة بسيطة.

## الحياة الشخصية
كريستوف إنسان نباتي ، متمرس في قيادة الدراجات، ومتسلق صخور من ذوي الخبرة.

## كتب
- طرق النمذجة العصبية: من الأيونات إلى الشبكات، مطبعة معهد ماساتشوستس للتكنولوجيا (1998)، (ردمك 0-262-11231-0)
- الفيزياء الحيوية للحساب: معالجة المعلومات في الخلايا العصبية الفردية، مطبعة أكسفورد (1999) (ردمك 0-19-518199-9)
- البحث عن الوعي: نهج علم الأعصاب، مطبعة روبرتس، (2004) (ردمك 0-9747077-0-8)
- الوعي: مطبعة معهد ماساتشوستس للتكنولوجيا، (2012) (ردمك 978-0-262-01749-7)
- شعور الحياة نفسها - لماذا ينتشر الوعي ولكن لا يمكن حسابه، معهد ماساتشوستس للتكنولوجيا الصحافة (2019) (ردمك 9780262042819)

## روابط خارجية
- كريستوف كوخ على موقع IMDb (الإنجليزية)
- كريستوف كوخ على موقع ميوزك برينز (الإنجليزية)
- كريستوف كوخ على موقع قاعدة بيانات الفيلم (الإنجليزية)